# Operele imperfecte
Operele imperfecte este un volum de poezii al poetului român Nichita Stănescu publicat în 1979. Volumul, apărut la Editura Albatros, a fost ilustrat de Sorin Dumitrescu.

## Cuprins
Volumul conține următoarele poezii:
- Lecția despre cub
- Clepsidra (Vulturul avea în aripă o gaură rotundă)
- Oificarea caprelor
- Papirus cu lacune
- Cele patru coerențe fundamentale
- Tragerea cu arcul
- Mâna împăratului
- Cântec liniștit
- Pușca (Pușca este compusă din trei părți)
- Noapte bună ( - De ce n-ai mâini?)
- Tocirea (Soldatul mărșăluia, mărșăluia)
- Iacob și îngerul
- Cu ochii roșii căutând o lege
- Cântec (Ce repede se stinge lumina unei mâini)
- Evocare (Ea era frumoasă ca umbra unei idei)
- Vorbind (Crezi tu că iarba este fericită)
- Starea medie
- Liniștea de după mit
- Îngroparea cheii
- Baladă (Mâncând raza de la stele)
- Neîndemânare
- Ca o piatră
- Somnul (Și dacă păsările sunt pietre dormind)
- Pe harta unui miros
- Scurt-circuit (Pe iepure niciodată nu l-am văzut mâncând din iepure)
- Încercarea lui Iov
- Doină (Aerul se sufoca de sufocare)
- Împiedicarea
- Neobișnuitul firesc
- Într-un zbor deplin
- Meteoritul lent
- Proprietate (Al cui ești tu șoarece de câmp)
- Neființa unui vis de armonie
- Zicere (Inima mea vomita iepuri în goană)
- Podul nebun
- Neînțelegerea acceptată
- Transformarea în perlă
- Calea Lactee (Monstruos animal și uriaș din care sângele)
- Cântec (Pe fundul oceanului de aer)
- Calul troian (Mie însumi îmi sunt un cal troian)
- Amurgul credinței
- Fără de nume
- De dragoste (Io o îmbrăcam pe ea)
- Venirea inimii la loc
- Ceramică (Stând pe o piatră)
- Cântec (Cădea mărul peste zeu)
- Destăinuire către Apolo
- Deșert (Stăteam cu laba obosită)
- Veche întâmplare
- Împăratul mării
- Incredibil cu ce se pot compara câinii
- Fără de metamorfoză
- Linia împăcată cu sine însăși
- Făptura (Nevinovată, toată mirosea acrișor)
- Cheile (Lanțul cu chei mi-a căzut din stele în creier)
- Chemare (Ce zangăt, ce zumzet)
- Un madrigal
- În nici un fel
- Spunere (Ce bunăvoință e a gândi)
- Cântec (Doamne, de ce mă faci să urăsc)
- Pean (Am visat doi vulturi grei și negri)
- Cântec (Numai peștii nu se îneacă în apă)
- Schimbarea la față (Am schimbat nașterea pe moarte)
- Un cer gravid de stele
- Răzgândirea
- Gratia (Eu sunt o fereastră)
- Lapte murdar
- Stingerea focului cu apa
- Scutură lance
- Dialog cu puricele verde de plantă
- Sabia (De șoldul tău)
- Lumină ruginie
- Lumină nervoasă
- Aterizarea (A venit îngerul greoi ca un balaur)
- Tituba
- De dragoste, de nu ...
- Frigurosul de frig
- La începutul sfârșitului (poezie de Nichita Stănescu)
- Descântec (Ce mână de om rău am putut să am)
- Cântec (Nu este obligatoriu cuvântul să fie potrivit)
- Imediat (Nici să mângâi nu mai sunt în stare)
- Lexicon (Dădea din aripi cum dă timpul din secundă)
- Logodnă (Nu mai avea curajul să se întoarcă acasă)
- Vedenia (Ce biserică ciudată)
- Basm (Curgea ca plânsul umbra de sub frunză)
- Nu, nu vă zic!
- Menuet (Brusc, pasărea nu a mai vrut să fie pasăre)
- Șchiopătarea munților
- Triumful (Tatăl meu plângea cu lacrimi sărate)
- Care mă ninge
- Vedere (Ca orice ființă transparentă)
- Evangheliile toamnei
- Ciocârlia (Au început să-mi lustruiască coșciugul)
- Stress (Când ea surâdea din colțul buzelor ei)
- Ararea (Zbura pământul cu iarbă verde, întoarsă în jos)
- De o vină pe care noi nu o știm
- Șobolanul regelui
- Cântec (Pe sub uși icoanele curgeau, doamne)
- Învățarea de a număra
- Refuzarea podului
- Euclid și soldatul latin
- Alesul (Alesul cailor este păianjenul)
- Pupila unei insule într-un ocean de albastru
- Stampă (Săgetarea unui leu în cușcă)
- Starea confesiunii
- De aer prea mult
- La căpătâi
- Capul retezat
- Altă stampă (Morții se-nmulțeau ca merele cu viermi)
- Fără de ceară, către sirenă
- Nedreptatea ca formă de contemplare a naturii
- Mama mea și soldatul ei
- Întorsura Carpaților
- Lecția despre cerc

1. ↑  Marian Chirulescu, Paul D. Popescu, Mihaela Radu (2021). Personalități prahovene. Dicționar biobibliografic. Darkoprint. p. 585.
2. ↑  Nichita Stănescu (2010). Noduri și semne. Curtea Veche Publishing. p. 12.